# Yasuaki Okamoto
Yasuaki Okamoto (født 9. april 1988) er en japansk fodboldspiller.
Han har spillet for flere forskellige klubber i sin karriere, herunder Consadole Sapporo og Roasso Kumamoto.